# Kickapoo
Els kickapoo o kikapú són una tribu algonquina, el nom del qual prové de kiwigapana o kiwegapan, que vol dir "està per aquí". Foren anomenats auyax (tonkawa), hecahpo (otoe), higabu (omaha-ponca), ikadu (osage), quicapou, kicapoux o outitchakouk (pels francesos), ontarahronon o yuntarayerunu (hurons), shakekahquah (wichita), o shigapo (kiowa-apatxe). A Mèxic els kickapoo (coneguts com a "kikapúes") es diuen a si mateixos kikaapoa que en català significa "els que van per la Terra". El govern mexicà els considera un dels 65 pobles indígenes de Mèxic i la seva llengua, per tant, gaudeix de reconeixement com a "llengua nacional de Mèxic".

## Localització i demografia
Vivien originàriament als marges del riu Fox, al comtat de Columbia (Wisconsin). Actualment hi ha un grup a Oklahoma, un altre a Kansas nord-occidental (8.000 acres) i un grup a Coahuila (Mèxic).
El 1900 hi havia 500 als EUA i 400 a Mèxic. El 1960 hi havia 360 a Kansas i 291 a Oklahoma, i el 1990 uns 500 a Texas. Segons Asher, el 1980 hi havia un total de 1.500 individus, dels quals 1.200 parlaven la llengua materna. El 1995, a la Kickapoo Tribe de Kansas hi viuen 822 individus (1.443 al rol tribal), a la d'Oklahoma hi vivien 1.791 (2.153 al rol tribal) i a la de Texas 494 (493 al rol tribal). En total, 4.089 individus.
Segons el cens dels EUA del 2000, hi havia 3.525 purs, 307 barrejats amb altres tribus, 1.092 barrejats amb altres races i 192 barrejats amb altres races i altres tribus. En total, 5.116 individus. A Mèxic hi havia uns 300 a Coahuila. Encara que el cens mexicà del 2000 només va registrar 138 parlants de kikapú, és a Mèxic on la llengua encara és més vigorosa, ja que s'ensenya a les noves generacions, i a més, com la resta de les llengües dels pobles indígenes de Mèxic, gaudeix de reconeixement oficial.

## Costums

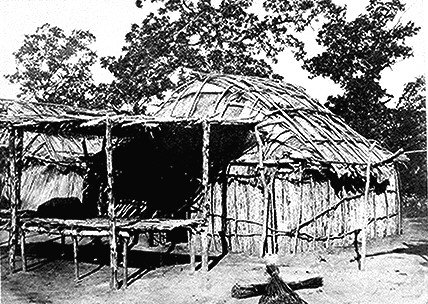
Habitatge Kickapoo a la reserva Sauk i Foc, 1880

Eren formidables guerrers, i llurs expedicions es deixaven sentir a Geòrgia, Alabama, Texas, Mèxic, Nova York i Pennsilvània. Culturalment se semblen molt a fox i sauk, i en general han resistit bé l'aculturació.
Vivien en cases fixes i es movien entre residències d'estiu i d'hivern. Conreaven moresc, pèsols i carabasses, i caçaven el bisó de les planures.
Es dividien en clans exogàmics i basaven llur descendència en la línia paterna. Durant el segle xix, com a resultat de llur disseminació en llogarrets petits per tal de preservar-se dels atacs, es va trencar l'autoritat tribal central i els capitosts de les bandes esdevingueren autònoms. Les principals ciutats eren Etnataek (amb Sauk i fox), Kickapougowi, i Neconga.

## Història
Durant el segle xviii emigraren a la vora del riu Milwaukee, entre Illinois i Indiana. Una banda arribà fins al riu Sangaman, i fou coneguda com a "banda de les planures". L'altra s'establí al Wabash i fou coneguda com a "bermellón". El 1667 i el 1670 foren visitats per primer cop pel p. Claude Jean Allouez a Wisconsin, i el 1765, després de la desfeta dels illinois, emigraren al centre d'Illinois i d'Indiana. Durant la Guerra d'Independència, com després en la Guerra del 1812, donaren suport a la Gran Bretanya mercè el prestigi de Tecumseh (cabdill shawnee). Pel Tractat del 3 d'agost del 1795 obtingueren llibertat de cacera a les terres cedides als EUA. Entre el 1809 i el 1819 foren obligats a cedir llurs terres al nou estat d'Illinois, i pel Tractat d'Evansville del 1819 foren traslladats a Kansas, però el seu remeier Macina va dirigir resistència i sabotatge contra els blancs el 1800-1832.
Malgrat que el cap de la banda Vermilion, Kennekuk ("El qui posa el peu sobre l'objecte caigut", 1790-1852) va predicar contra el consum d'alcohol i en favor del pacifisme, tot i així el 1832 donaren suport als sauk i fox en la Guerra de Black Hawk. Com que la van perdre, pel Tractat de Castor Hill (1832) foren obligats a cedir Illinois, i uns 400 amb Kennekuk s'establiren a Fort Leavenworth. Per això el 1852 una part de la tribu, dirigida pel cap Masheena, emigrà cap a Mèxic i Texas amb alguns potawatomi, sol·licitant al govern mexicà un territori per establir-se. El govern va acceptar llur establiment en canvi de què protegessin als pobladors de la regió dels atacs dels bel·ligerants indígenes comantxes. El 1873 i el 1878 tropes nord-americanes van envair aquest territori mexicà, per pressionar els kikapú perquè retornessin a les reservacions, primerament pacíficament, i després per força: l'expedició del 4t de Cavalleria dirigit per Ranald Mackenzie a Mèxic va destruir les viles de Nacimiento (riu Remolino) i va prendre com a ostatges dones i nens. Tanmateix, no tots retornarien als Estats Units. Durant la dècada de 1930 el president mexicà Lázaro Cárdenas va atorgar-los més territoris sota el pla de repartiment gratuït de terres anomenades "ejidos". El territori donat, es va convertir en un lloc sagrat, en què encara realitzen alguns rituals de caça.
La resta s'establí a Territori Indi el 1837 amb sauk i fox, després de signar la Pau amb els EUA i ajudar el govern contra els seminola de Florida. Sempre posaren traves per a la recol·locació (malalties i falta de menjar), i el 1862 foren atacats pels sudistes al riu Little Concho, i el 1865 pels rangers texans a Dove Creek. El 1889 se sublevaren a causa del mal estat de la reserva, i el 1895 s'oposaren a l'emigració blanca a Oklahoma. Pocs es convertiren al cristianisme, ja que Kennekuk es convertí a la Native American Church i d'altres seguiren la religió tradicional Drum o Dream.
El 1905 els agents dels EUA aconseguiren que uns 300 d'ells que vivien a Mèxic tornessin a Oklahoma. Des d'aleshores, el membre més destacat de la tribu ha estat l'escriptora Crying Wind.